# Ada Lovelace Day
L'Ada Lovelace Day (ALD) è una ricorrenza annuale fondata nel 2009, dedicata alla pioniera dell'informatica Ada Lovelace, con l'intento di celebrare e sostenere i successi delle donne professioniste delle discipline scientifico-tecnologiche (STEM).
La ricorrenza si tiene il secondo martedì di ottobre. Gli eventi comprendono una conferenza ufficiale principale, tenuta per diversi anni a Londra oppure online, e molte altre conferenze e attività educative organizzate in quel periodo da varie associazioni e istituzioni culturali nel mondo.
L'evento ufficiale è stato sospeso per insufficienza di fondi dopo l'edizione del 2024, ma continuano i molti altri eventi indipendenti.

## Storia

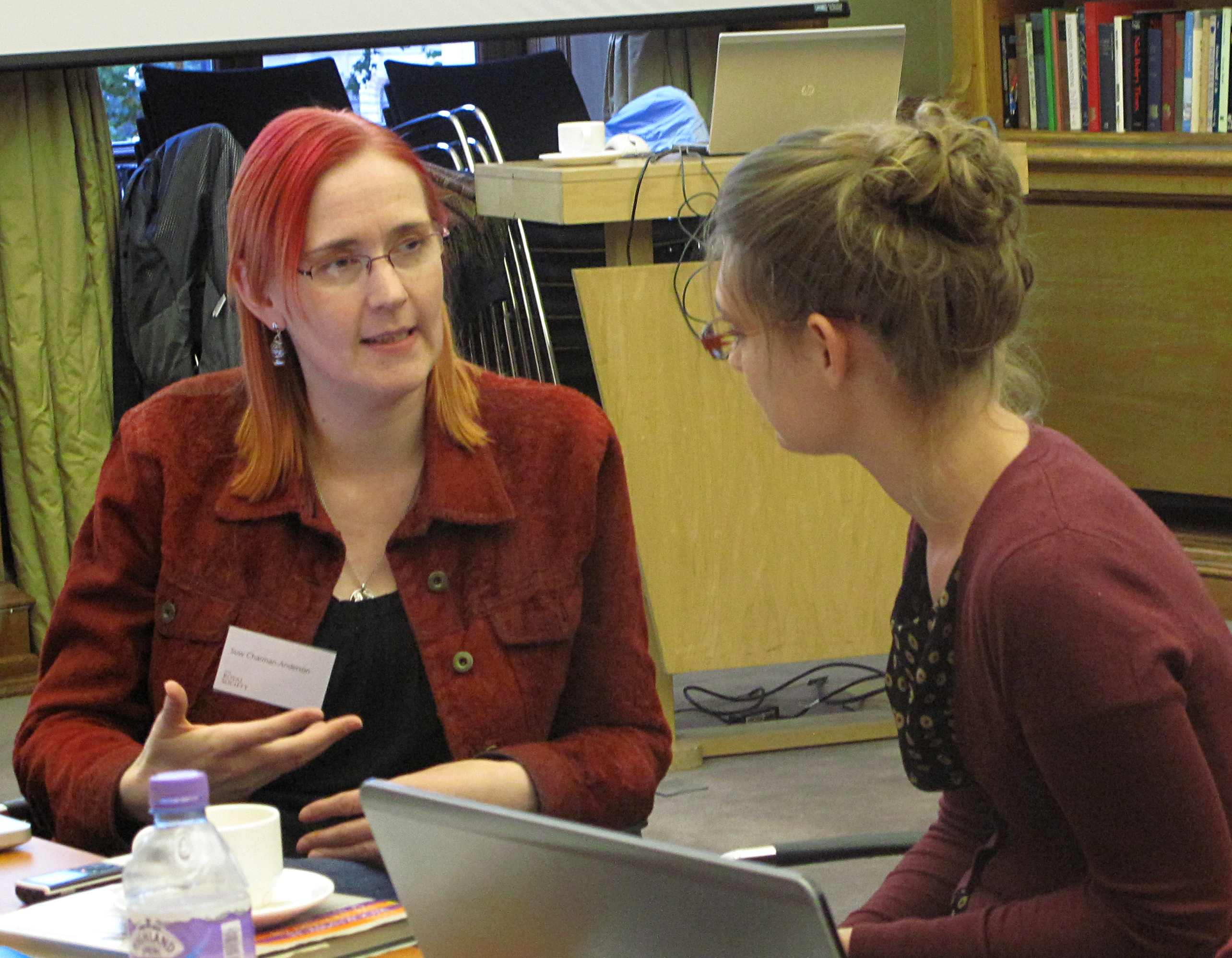
La fondatrice Suw Charman-Anderson (a sinistra) a un evento ALD alla Royal Society nel 2012

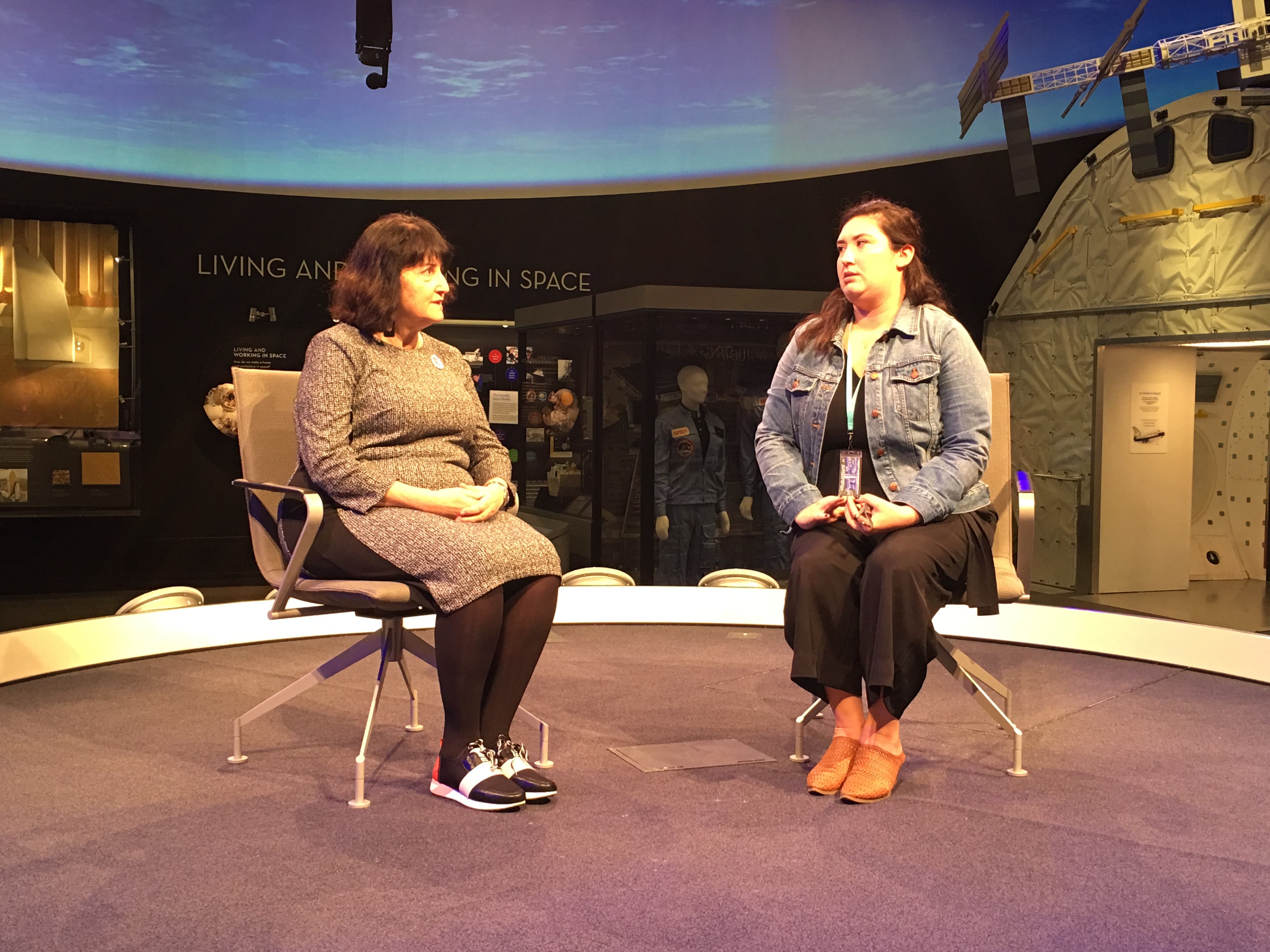
Un evento dal vivo al National Air and Space Museum nel 2019

L'evento nacque su iniziativa della giornalista e scrittrice britannica Suw Charman-Anderson, che tramite Pledgebank (un sito per lanciare proposte di impegno sociale collettivo) invitò la comunità di Internet a una giornata di blogging sulle donne nella tecnologia, che si tenne il 24 marzo 2009.
Dal 2010 la data è stata fissata al secondo martedì di ottobre, scelta senza un particolare significato, perché nel Regno Unito e in altri paesi è relativamente lontana da festività generali e sessioni d'esame e si voleva evitare che venisse offuscata da queste.
Fin dall'inizio si sono organizzate online e offline attività di divulgazione e formazione per ispirare e incoraggiare le giovani negli studi tecnico-scientifici.
Dal 2011 è stato introdotto come principale evento dal vivo l'Ada Lovelace Day Live! a Londra, dove professioniste del settore relazionano risultati e storie, a volte unendo alla divulgazione scientifica anche lo spettacolo artistico.
La ricorrenza si è presto diffusa nel mondo con seminari, laboratori, esposizioni e spettacoli tenuti da svariate organizzazioni indipendenti, con l'intento di sensibilizzare le comunità sul divario di genere nella tecnologia e di fornire modelli e consigli alle donne interessate alle professioni STEM.
Nel 2020 con la pandemia di COVID-19 la conferenza ufficiale Live è passata a un formato online e si è tenuta la prima Ada Lovelace Day Online Blog Marathon. Nel 2022 la fondatrice ha annunciato difficoltà economiche dell'organizzazione.
Nel 2024 è tornato l'Ada Lovelace Day Live! dal vivo di Londra, ma la scarsità di fondi è rimasta, nonostante la partecipazione del pubblico e l'apprezzamento delle istituzioni e comunità del settore.
Poco dopo la fondatrice ha annunciato per il 2025 l'interruzione dell'Ada Lovelace Day Live e la minimizzazione delle attività ufficiali, per insufficienza di fondi. La Charman-Anderson è rimasta sempre la principale organizzatrice e dal 2015 era impegnata a tempo pieno nell'ALD, raccogliendo fondi tramite sponsor e diverse campagne di crowdfunding, ma a questo punto non ha più raggiunto le cifre necessarie. Come principale causa ha dichiarato il calo di interesse delle compagnie del settore STEM. Ciò farebbe parte di una tendenza generalizzata dell'industria al disinvestimento nelle politiche di diversità, equità e inclusione; infatti molte altre iniziative simili all'ALD, come 500 Women Scientists e Girls in Tech, erano già scomparse o erano state sospese negli ultimi anni.